# 山川浩
山川 浩（やまかわ ひろし、弘化2年11月6日〈1845年12月4日〉- 明治31年〈1898年〉2月4日）は、日本の武士（会津藩家老）、陸軍軍人、政治家、教育者。最終階級は陸軍少将、位階勲等・爵位は従三位勲三等・男爵。
陸軍省人員局長 兼 輜重局長、陸軍省総務局制規課長、高等師範学校長・附属中学校初代校長、貴族院議員を歴任した。明治初年までの諱は重栄、字は士亮、通称は大蔵（おおくら）、与七郎。号は屠竜子。

## 生涯

### 幕末

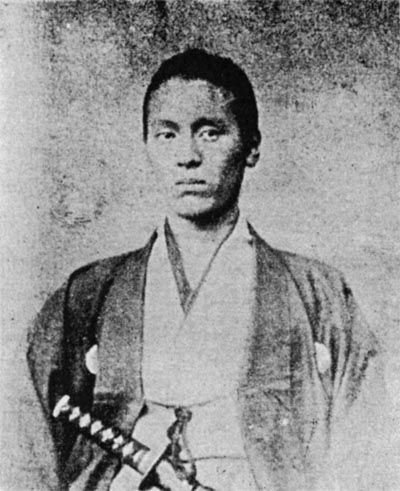
斗南藩士時代の山川

祖父は、会津藩家老・山川兵衛 重英。父は、山川尚江 重固。山川家の家禄は1千石。
祖父の重英が高齢まで隠居せずに家老職にあったため、父の重固は山川家の嗣子の立場で会津藩に出仕して郡奉行主役を務めていた。重英が、安政6年（1859年）に数え76歳で隠居したことで、重固は数え48歳で家督を継いだが、翌年の安政7年／万延元年（1860年）に病没した（当時の数え49歳は、既に高齢）。
母は、会津藩士・西郷十郎右衛門 近登之の娘・唐衣。姉に山川二葉、弟に山川健次郎、妹に山川常盤、大山捨松らがいる。
安政7年／万延元年（1860年）、父・重固の死去により数え16歳で家督を相続し、山川大蔵 重栄と名乗った。文久2年（1862年）、藩主・松平容保の京都守護職拝命に伴って上洛した。慶応2年（1866年）には幕府の遣露使節団の一員としてフランスへ渡航し、陸路プロシアなどを経てロシアを訪問した。この際にヨーロッパ諸国の発展ぶりを見聞して世界の大勢を知り、劣勢である自国を省みて、攘夷の非を悟ったと伝えられている。（「樺太島仮規則」）
戊辰戦争では、鳥羽・伏見の戦いを経て江戸、会津へと転戦するなど、会津藩若年寄として戦費調達や藩兵の西洋化などに尽力した。日光口の戦いでは、土佐藩の谷干城が率いる部隊を相手に戦うも敗北し、会津西街道の藤原まで撤退した。藤原では追撃してくる敵軍を敗走させた。その後敵軍は、中村半次郎が来るまで日光口からは会津に突入することは出来なかった。続く会津戦争では撤兵が遅れたため、既に包囲されていた会津若松城に入城できなかったため、会津地方の伝統芸能・彼岸獅子を先頭で舞わせながら、この勢いに紛れて入城するという奇策を使った。入城前に会津藩家老に任じられていた山川は、入城後は籠城戦の総指揮官（防衛総督）として戦った。籠城戦のさなかに妻・トセが敵の砲弾により爆死している。戦後は禁固謹慎に処せられ、明治3年（1870年）には会津藩が転封された先の斗南藩権大参事に就いた。しかし斗南藩の実収は少なかったため藩士らの生活は困窮し、自身も妹・咲子（後の捨松）を函館へ里子に出すなどの苦労を重ねている。

### 明治期

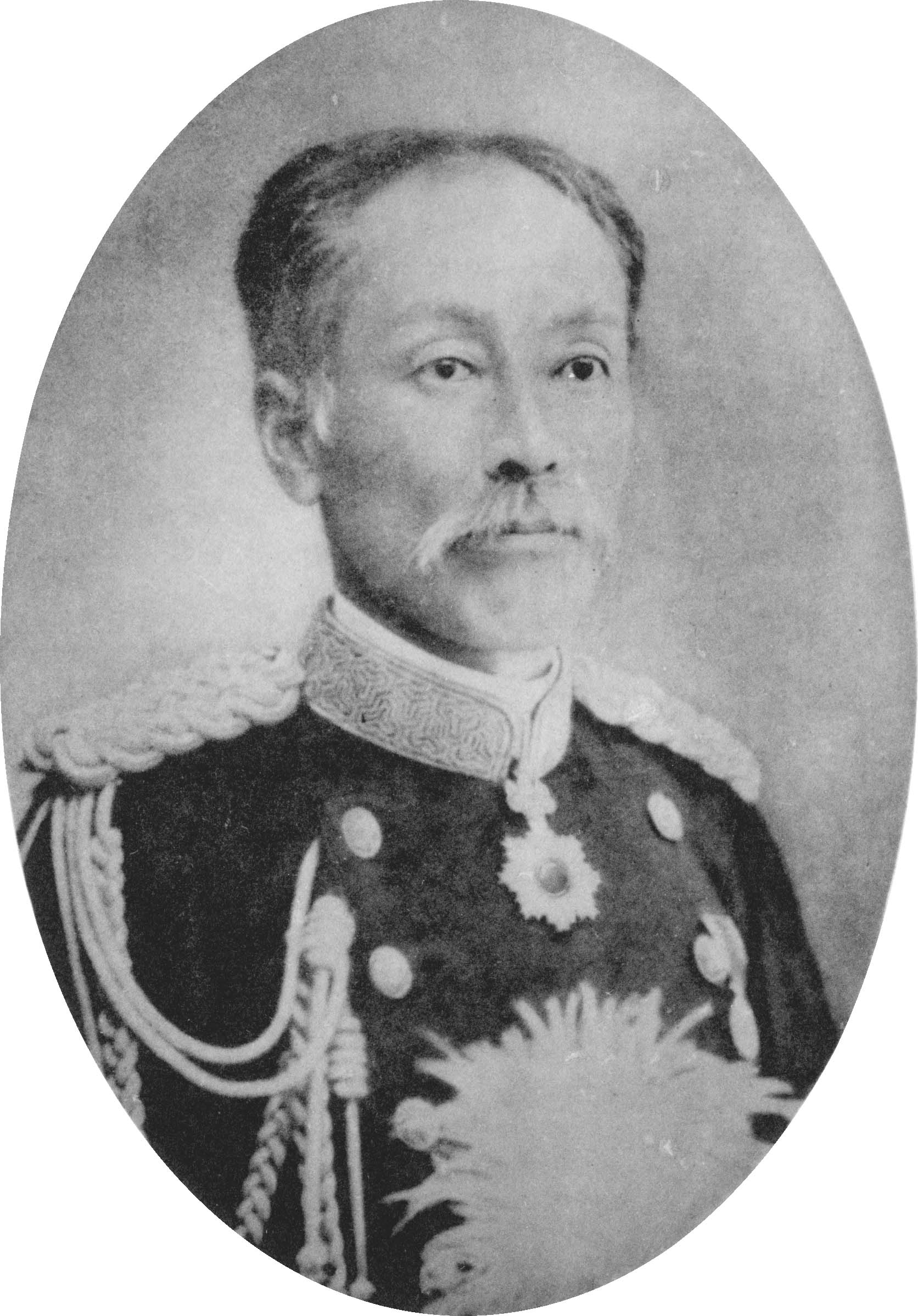
陸軍歩兵少佐時代の山川

廃藩置県後は青森県に出仕したが、戊辰戦争での活躍を識る谷干城の推薦により、明治6年（1873年）に陸軍に八等出仕した。同年、陸軍歩兵少佐として熊本鎮台に移り、明治7年（1874年）には佐賀の乱で左腕に重傷を負ったが、軍功により陸軍歩兵中佐に昇進した。明治10年（1877年）の西南戦争には征討軍団参謀として出征した。熊本鎮台司令長官・谷干城が立て篭もる熊本城は西郷軍が攻撃中であったが、選抜隊を率いた山川は戦火の中を熊本城へ入城し、救援部隊第1号となった。西南戦争を「会津藩名誉回復の戦争」と捉えており、「薩摩人 みよや東の丈夫（ますらお）が 提げ佩く太刀の 利（と）きか鈍きか」という歌を詠んでいる。明治13年（1880年）4月には陸軍歩兵大佐に進級した。その後、陸軍省人員局長 兼 輜重局長、陸軍省総務局制規課長を歴任した。
明治19年（1886年）4月、現役の陸軍歩兵大佐のまま、高等師範学校（のち東京高等師範学校→東京文理科大学→東京教育大学→現：筑波大学）の校長兼任を命じられ、明治24年（1891年）8月まで在任した。高等師範学校附属中学校の校友会である「桐陰会」の会長も務めた。
明治20年（1887年）、高等師範学校の附属学校について次のように述べている。
当時の授業料は50銭で、生徒は六百数十名だったが、授業料を値上げしてもほとんどが在学を望んだため、増収により良い教師を招聘して大いに校風を振起することができた。山川は軍人であったため校内規律を厳しく締め上げた。このため校内は秩序整然としたものになった。
軍人としては、高等師範学校長を務めながら明治19年（1886年）12月に陸軍少将に進級し、明治21年（1888年）12月に予備役に編入された。明治23年（1890年）7月、第1回衆議院議員総選挙に旧会津藩領である福島4区から立候補したものの落選するが、同年の9月29日に貴族院議員に勅選された。谷や曾我祐準とともに院内会派・懇話会を旗揚げして「貴族院三将軍」の異名をとった。
明治31年（1898年）1月26日、軍務等の功により男爵に叙せられた。同年2月4日薨去。戒名は忠烈院殿靖誉桜山大居士。墓は青山霊園にある。
山川男爵家は、妹の常盤と妹婿（婿養子）山川徳治の息子の戈登、次いで戈登の弟の廉、次いで浩の弟健次郎の四男の建と、養子入りにより名跡を保った。

## 家族
- 祖父・山川兵衛 重英 - 会津藩士。目付、普請奉行、町奉行等を経て、勘定奉行、若年寄、1839年に家老に昇進した[16]。
- 父・山川尚江 重固 - 会津藩士
- 母・唐衣 - 会津藩士・西郷十郎右衛門 近登之[注釈 2]の娘。
- 姉・山川二葉
- 弟・山川健次郎 - 男爵
- 妹・山川常盤 - 三男、四男が浩の養子となり襲爵。娘のきくゑ（1888年生）は名尾良辰の妻。[17]
- 妹・大山捨松
- 妻・登勢 - 会津戦争で砲弾を浴びて戦死。[16]
- 妻・なか（1860年生） - 池谷金五郎の娘。1878年頃再婚。[16][18]
- 長男・洸（1872-1906） - 内妻の志づとの子。米国で客死。[16][18]
- 養子・山川戈登（ごるどん、1886-1910） - 甥（妹・常盤の三男）。名前は浩が尊敬していたチャールズ・ゴードンにちなんだと言われる。浩の男爵を継いだが東京帝国大学在学中に死去。[16]
- 養子・山川廉（1892-1913） - 甥（妹・常盤の四男）。戈登に次いで襲爵したが急死。[16][18]
- 養子・山川建 - 甥（弟・健次郎の四男）。廉に次いで襲爵。没後、子の健重が襲爵。

## 人物
- 鳥羽伏見の戦いの敗走中に腸チフスと思われる熱病を患い、紀伊国小松原村（御坊市湯川町小松原）の旅人宿「中屋」で看護を受け、その恩義から1882年（明治15年）5月に感謝の手紙と九谷焼の大皿2枚を贈り以後も交流が続いた[19]。
- 腕っぷしが強く強情な性格だった。エジプトでピラミッドを見学した際、東洋人をさげすむ態度をとった現地ガイドを殴りつけたという。
- 妹・捨松が旧友アリス・ベーコンに送った手紙や柴五郎の回顧などによると、邸宅には常に元会津藩関係者が寄宿しており、また出世した浩に対してたかりのように仕送りをせがむ親戚もいたらしく、晩年まで生活は非常に苦しかったという。また、生涯にわたって会津藩に尽くしたが、一方で非常に反骨心のある人物で、藩学だった朱子学を嫌って陽明学を学んでいたという。
- 幕末の一級史料である『京都守護職始末』を記したことで有名だが、自身は草稿段階で死去したため、実際は弟・健次郎が完成させたとするのが定説となっている。

## 栄典・授章・授賞
位階
- 1874年（明治7年）
  - 3月26日 - 従六位
  - 6月14日 - 正六位
- 1880年（明治13年）6月8日 - 従五位
- 1886年（明治19年）10月28日 - 従四位[20]
- 1891年（明治24年）8月13日 - 従三位[21]

勲章等
- 1878年（明治11年）1月31日 - 勲四等旭日小綬章
- 1885年（明治18年）4月7日 - 勲三等旭日中綬章[22]
- 1889年（明治22年）11月25日 - 大日本帝国憲法発布記念章[23]
- 1898年（明治31年）1月26日 - 男爵[24]

## 著作
- 『さくら山集』 高木盛之輔編纂、長谷川調七、1902年9月
  - 『山川浩』 櫻井懋編、1967年12月 
    - 『復刻版 山川浩』 歴史春秋出版、2016年6月、ISBN 9784897578811
- 『京都守護職始末』 沼沢七郎ほか、1911年11月
  - 『京都守護職始末』 沼沢七郎ほか、1912年9月 / 増訂再版 マツノ書店、2004年7月
  - 『京都守護職始末』 郷土研究社、1930年6月
  - 『京都守護職始末 : 旧会津藩老臣の手記』全2巻、遠山茂樹校注、金子光晴訳

平凡社〈東洋文庫〉、1965年8月-1966年2月、ISBN 4582800491、4582800602。電子書籍で再刊
- 「詩文」「唐依の歌」（前掲 『山川浩』）